# Julien Weverbergh
Julien Louis Weverbergh (Antwerpen, 26 mei 1930 – aldaar, 3 april 2023) was een Belgisch schrijver en uitgever.

## Levensloop
Hij volgde de middelbare school in Lier en werd vervolgens opgeleid tot leraar. Van 1954 tot 1966 was hij leraar Frans.
Daarnaast ontwikkelde hij zich onder de naam weverbergh tot criticus van de Vlaamse letteren. Vanaf 1966 was hij medewerker van uitgeverij Manteau, waarvan hij in 1971 directeur werd, als opvolger van Angèle Manteau. Als uitgever raakte hij in conflict met Jeroen Brouwers, die vervolgens ontslag nam. Naast uitgever was Weverbergh correspondent voor Vrij Nederland.
In 1986 verliet hij Manteau en hij begon zijn eigen uitgeverij Houtekiet. Julien Weverbergh was de schoonvader van dichter Jotie T'Hooft.
Sinds het begin van de jaren zeventig was Weverbergh tevens ufo-deskundige.
Weverbergh overleed op 92-jarige leeftijd.

## Publicaties
- Realizaties, 1956
- Bokboek, 1965
- Een dag als een ander, 1965
- Jij, goudgepunte lans, 1966
- Moon-ik-iade, 1966
- Puzzelen met Willem Frederik Hermans, 1966
- Zeven over Karel Jonckheere, 1967
- Gilgamesj herschrijven, 1968
- Het dossier Jan, 1968
- Blauw rapen, 1969
- Puin. Korzelig proza, 1970
- Een dag als een ander, 1971 (3de druk)
- Leopold II van Saksen Coburgs allergrootste zaak, 1971
- UFO's in Oost en West, 1971 en 1973
- Boonboek, 1972
- De nieuwe Ufogolf, 1975
- Ufonauten in opmars. Het Ufonautenepos, 1975
- Omtrent De trein der traagheid van Johan Daisne, 1977
- De bezetter bespied, 1980
- UFO's in het verleden. Een documentatie, 1980
- De als kameleons uitgedoste oude koeien van Angèle Manteau, 1981
- BOKelf (samenstelling J.L. Weverbergh), 1987
- Museumgids voor Antwerpen, 1988
- Nacht in Roemenië, 1989
- Terug naar Roemenië, 1990
- De UFO-Saga, 1992
- Hard tegen hart, 1992
- De voorwerpen, 1994
- Het blauwe licht geluk, 1997
- De ufo-carrousel, 1998
- Weverbergh '30-'70, 2005